# Svept i rosa papper
Svept i rosa papper är en bok från 2002 skriven av författaren och journalisten Inger Frimansson. Boken handlar om Sibyl, som kallas Sibban. Hennes bästa vän lämnar henne för att hon vill vara kompis med några andra i klassen.